# Sławomir Rogucki
Sławomir Rogucki (ur. 18 lipca 1965 w Chełmie) – polski polityk, nauczyciel, poseł na Sejm I kadencji.

## Życiorys
Ukończył w 1989 studia na Wydziale Humanistycznym Katolickiego Uniwersytetu Lubelskiego. Pracę magisterską pt. Chrześcijańska Demokracja i Narodowa Partia Robotnicza w województwie lubelskim w latach 1918-1939 obronił w 2001 na seminarium u Ryszarda Bendera. Krótko pracował jako etatowy związkowiec.
W latach 1991–1993 sprawował mandat posła na Sejm I kadencji z ramienia „Solidarności”. W 1993 wbrew stanowisku związku poparł rząd Hanny Suchockiej, w tym samym roku bez powodzenia ubiegał się o reelekcję z ramienia BBWR.
Później wycofał się z bieżącej polityki. W 1999 zatrudniony jako nauczyciel historii i wiedzy o społeczeństwie w II Liceum Ogólnokształcącym w Chełmie.